# Luís Teixeira de Sampaio Júnior
Luís Teixeira de Sampaio (Júnior) ComNSC (Lisboa, 30 de janeiro de 1815 — 11 de Maio de 1883), abastado proprietário e político, fidalgo da Casa Real, do Real Conselho e comendador da Ordem de Nossa Senhora da Conceição de Vila Viçosa. Foi deputado às Cortes e governador civil de diversos distritos.

## Biografia
Luís Teixeira de Sampaio (Júnior) nasceu em Lisboa, a 30 de Janeiro de 1815, filho primogénito de Luís Teixeira de Sampaio, o 1.º visconde do Cartaxo.